# Katharine Cullen
Pour l’article homonyme, voir Cullen.
Katharine Cullen, née le 9 juin 1975 à Balmain, à Sydney en Australie, est une actrice australienne. Elle s'est entraînée au NIDA (National Institute of Dramatic Art).

## Biographie
Cullen est de descendance irlandaise et est également la fille de Colleen Anne Fitzpatrick, une ancienne actrice et mannequin. Son père est l'acteur Max Cullen.

## Filmographie
- 1985 : Mad Max : Au-delà du dôme du tonnerre : Feral Child
- 1992 - 1993 : Alana ou le futur imparfait (TV) : Alana
- 1999 : Toxic Girls : Madeline